# Flintemose
Flintemosen er en lille samling huse mellem Everdrup og Bøgesø.
Afgrænset mod nord af Størlingeskoven.
Bebygelsen ligger i et stærkt kuperet terræn der ender i mose og engområde.
|  | Denne artikel om lokaliteten Flintemose kan blive bedre, hvis der indsættes et (bedre) billede. Du kan hjælpe ved at afsøge Wikimedia Commons for et passende billede eller lægge et op på Wikimedia Commons med en af de tilladte licenser og indsætte det i artiklen. |

55°11′57″N 11°55′59″Ø / 55.19904°N 11.93312°Ø